# Camarões na Copa do Mundo FIFA de 1998
| Camarões 22º lugar (eliminado na primeira fase) | Camarões 22º lugar (eliminado na primeira fase) |
| ----------------------------------------------- | ----------------------------------------------- |
| \| Oficial \| Alternativo \|                    |                                                 |
| Associação                                      | FECAFOOT                                        |
| Confederação                                    | CAF                                             |
| Participação                                    | 3ª                                              |
| Melhor resultado                                | 7º lugar (1990)                                 |
| Treinador                                       | Claude Le Roy                                   |
| Oficial                                         | Alternativo                                     |

A Seleção Camaronesa de Futebol participou pela quarta vez da Copa do Mundo FIFA (a terceira consecutiva) depois de se classificar em primeiro lugar no Grupo 4 da fase final das eliminatórias africanas, que teve ainda Angola (10 pontos), Togo e Zimbábue (ambos empatados com 4 pontos). A vaga foi confirmada após a vitória por 2 a 1 sobre o Zimbábue, em Harare, com Patrick Mboma fazendo os 2 gols dos Leões Indomáveis, enquanto Edelbert Dinha foi o autor do gol de honra da seleção mandante.
A seleção venceu 4 partidas nas eliminatórias e empatou 2, marcando 10 gols e sofrendo 4. Mboma foi o artilheiro da seleção nas eliminatórias, com 4 gols.

## Jogadores convocados
Depois da má campanha na Copa de 1994, Camarões teve 3 treinadores diferentes entre 1994 e 1998 (Jules Nyongha, Henri Depireux e Jean Manga-Onguéné) após a curta passagem de Henri Michel no comando técnico. No período, os Leões Indomáveis caíram na primeira fase da Copa Africana de Nações de 1996 e foram eliminados pela República Democrática do Congo nas oitavas-de-final da edição seguinte.
Para a Copa de 1998, foi contratado outro francês, Claude Le Roy, que havia comandado Camarões entre 1985 e 1988, ano em que venceu a Copa Africana.
O atacante François Omam-Biyik, que defendia a Sampdoria, foi um dos 2 remanescentes da Copa de 1990 convocador por Le Roy,  juntamente com o goleiro Jacques Songo'o, que também disputou a Copa de 1994 com outros 3 jogadores (Rigobert Song, Raymond Kalla e Alphonse Tchami). O francês convocou 8 jogadores com 20 anos ou menos: Joseph Elanga, Pierre Womé, Patrice Abanda, Augustine Simo, Salomon Olembé, Joseph-Désiré Job e Samuel Eto'o, o mais jovem jogador da competição, com apenas 17 anos. Tendo apenas Omam-Biyik e Songo'o como jogadores com mais de 30 anos (o atacante com 32 e o goleiro, 34), a seleção camaronesa foi a que teve a menor média de idade da Copa, com 24,14 anos, contrastando com a Áustria, sua rival na estreia (29,78 anos).
10 jogadores que disputaram a Copa Africana foram preteridos na convocação final - entre eles, Marc-Vivien Foé, cortado devido a uma lesão. Geremi Njitap, que também disputaria as Copas de 2002 e 2010, foi outro jogador não-lembrado por Le Roy, além de Lucien Mettomo e Patrick Suffo, outros 2 atletas que defenderam Camarões em 2002.
| Número | Jogador              | Posição       | Clube                |
| ------ | -------------------- | ------------- | -------------------- |
| 1      | Jacques Songo'o      | Goleiro       | Deportivo            |
| 16     | Bassey William Andem | Goleiro       | Boavista             |
| 22     | Alioum Boukar        | Goleiro       | Samsunspor           |
|        |                      |               |                      |
| 3      | Pierre Womé          | Defensor      | Lucchese             |
| 4      | Rigobert Song        | Defensor      | Metz                 |
| 5      | Raymond Kalla        | Defensor      | Panachaiki           |
| 6      | Pierre Njanka        | Defensor      | Olympic Mvolyé       |
| 12     | Lauren               | Defensor      | Levante              |
| 13     | Patrice Abanda       | Defensor      | Tonnerre Yaoundé     |
| 17     | Michel Pensée        | Defensor      | Cheonan Ilhwa Chunma |
|        |                      |               |                      |
| 2      | Joseph Elanga        | Meio-campista | Tonnerre Yaoundé     |
| 8      | Didier Angibeaud     | Meio-campista | Nice                 |
| 14     | Augustine Simo       | Meio-campista | Saint-Étienne        |
| 15     | Joseph Ndo           | Meio-campista | Cotonsport Garoua    |
| 19     | Marcel Mahouvé       | Meio-campista | Montpellier          |
| 20     | Salomon Olembé       | Meio-campista | Nantes               |
|        |                      |               |                      |
| 7      | François Omam-Biyik  | Atacante      | Sampdoria            |
| 9      | Alphonse Tchami      | Atacante      | Hertha Berlim        |
| 10     | Patrick Mboma        | Atacante      | Gamba Osaka          |
| 11     | Samuel Eto'o         | Atacante      | Leganés              |
| 18     | Samuel Ipoua         | Atacante      | Rapid Viena          |
| 21     | Joseph-Désiré Job    | Atacante      | Lyon                 |

## Desempenho

### Empate contra a Áustria
Sorteada no grupo B, com Áustria, Chile e Itália, a Seleção Camaronesa iniciou sua campanha empatando por 1 a 1 com os austríacos; o primeiro gol foi de Pierre Njanka, que ganhou de Wolfgang Feiersinger na corrida e deu um corte em Peter Schöttel antes de chutar forte, sem dar chances a Michael Konsel. Didier Angibeaud foi eleito o melhor em campo.
O empate da Áustria veio no final do jogo, quando Toni Polster recebeu na área e finalizou contra o gol de Songo'o.

### Derrota para a Itália
Tentando apagar a má impressão após sofrer o empate no final da partida anterior, Le Roy fez apenas uma mudança no time, substituindo Simo e colocando Salomon Olembé, então com 19 anos, em seu lugar.
Luigi Di Biagio abriu o placar para a Itália aos 7 minutos do primeiro tempo, cabeceando sem marcação. Aos 42, Kalla recebeu cartão vermelho devido a uma solada em Di Biagio. Com um a menos, os Leões seguravam a Squadra Azzurra e chegaram a ameaçar o gol de Gianluca Pagliuca em vários momentos da segunda etapa, quando Le Roy colocou 3 atacantes em campo (Tchami, Job e Eto'o). Porém, a Itália definiria o jogo após a entrada de Alessandro Del Piero, e Christian Vieri ampliaria a vantagem ao encobrir Songo'o, depois de receber um passe de Francesco Moriero. O terceiro gol italiano viria aos 44 minutos, novamente com Vieri, após rebatida na área - antes de finalizar, dividiu com Womé. Depois do jogo, Le Roy fez críticas ao árbitro australiano Eddie Lennie, mas reconheceu que Camarões não jogou bem.

## O jogo da eliminação
Com 1 ponto na classificação, Camarões ainda tinha chances de classificação, precisando vencer o Chile e torcer para uma derrota austríaca. Para esta partida, Claude Le Roy colocou Pensée (no lugar de Kalla, suspenso), Mahouvé, Job e Olembé na escalação inicial.
José Luis Sierra abriu o placar para La Roja aos 20 minutos da primeira etapa, cobrando falta no ângulo de Songo'o, que tentou alcançar a bola, mas não teve êxito. Aos 6 minutos do segundo tempo, Song deixou o cotovelo no rosto de Marcelo Salas e recebeu cartão vermelho, tornando-se o primeiro jogador a ser expulso em duas Copas seguidas. Mesmo sem o zagueiro, Camarões empatou 5 minutos depois, após cabeceio certeiro de Mboma.
Precisando virar o jogo para conseguir a vaga nas oitavas-de-final, Le Roy colocou Angibeaud e Tchami nos lugares de Olembé e Job, além de Lauren na vaga de Ndo. O lateral-direito, no entanto, ficou apenas 6 minutos em campo, recebendo o segundo cartão vermelho da partida e o terceiro de Camarões na Copa. Assim como fizera no jogo contra a Itália, o treinador francês criticou o árbitro húngaro László Vágner e até o então presidente da FIFA, Joseph Blatter, e Omam-Biyik, que fazia sua despedida da seleção e teve 2 gols anulados, ironizou:

## Pós-campanha
Após a campanha na Copa de 1998, Omam-Biyik e Tchami encerraram suas carreiras na Seleção Camaronesa, enquanto outros 12 jogadores disputariam a Copa de 2002, no Japão e na Coreia do Sul. William, Elanga, Abanda (não utilizados, assim como o terceiro goleiro Alioum Boukar), Pensée, Angibeaud, Simo, Mahouvé e Ipoua não seriam lembrados para a competição.